# Régulation des communications électroniques
La Régulation des communications électroniques consiste à assurer le respect de la réglementation par les opérateurs de réseaux et les fournisseurs de service du secteur des communications électroniques. Elle est du ressort d'une autorité de régulation qui doit être strictement indépendante de toute influence des entreprises dont elle doit réguler le fonctionnement, et qui doit être autonome par rapport au Gouvernement pour éviter des conflits d'intérêts par rapport à la mission de cette autorité.

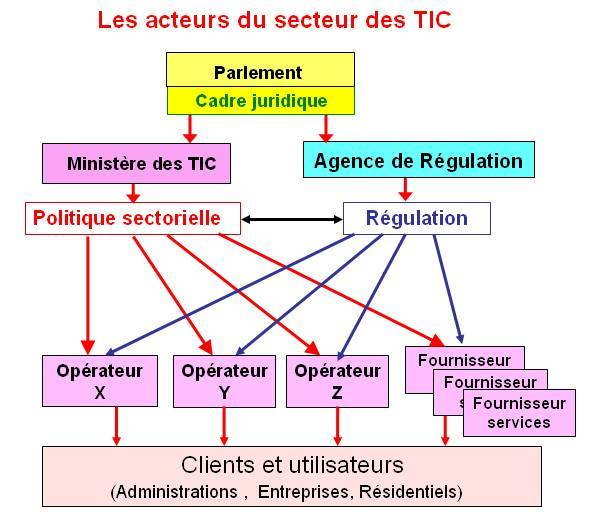
Relations entre les acteurs du secteur des TIC

La régulation des communications électroniques doit être distinguée de la réglementation des communications électroniques qui consiste à définir, dans le domaine des communications électroniques, les lois qui sont du ressort du Parlement et les décrets et les arrêtés qui sont du ressort du Gouvernement. L'autorité de régulation peut être dotée de certains pouvoirs complémentaires de réglementation pour définir les règles de mise en application détaillée des textes juridiques (par exemple sur la réglementation du partage des infrastructures en fibre optique ou du dégroupage de la boucle locale).   
La régulation des communications électroniques doit également être distinguée de la politique sectorielle des technologies de l'information et de la communication (TIC) électroniques qui consiste à définir les orientations stratégiques du Gouvernement sur le développement du secteur des technologies de l'information et de la communication (TIC) d'un pays et à mettre en œuvre la stratégie et les plans d'actions du Gouvernement sur les TIC pour assurer le développement économique et social du pays.

## Terminologie
En français, règlementation et régulation ne sont pas synonymes. Réglementer veut dire assujettir une activité à des règlements. Réguler veut dire chercher à donner une certaine stabilité à un système. La régulation, selon les dictionnaires français, est l'action consistant à régler, à assurer le bon fonctionnement de systèmes.
Le terme de communications électroniques est utilisé par plusieurs pays et par la Commission Européenne à la place du terme de télécommunications. Le champ couvert par les communications électroniques est considéré comme une extension de celui des télécommunications pour tenir compte de la convergence numérique qui entraîne le brouillage des frontières entre télécommunications et informatique. Mais, en général, les communications électroniques ne comprennent pas la radiodiffusion ni la télédiffusion contrairement aux technologies de l'information et de la communication qui les incluent ainsi que ce qui concerne l'audiovisuel. Les institutions de régulation qui se réfèrent aux communications électroniques ne traitent donc pas de la radiodiffusion ni de la télédiffusion qui font l'objet d'autres institutions (par exemple, en France, l'ARCEP traite de la régulation des communications électroniques et le CSA traite de la régulation de l'audiovisuel)
Il n'y a pas de consensus sur la définition précise de ces termes et différentes définitions peuvent être trouvées selon les sources.
Le terme anglais regulation (= réglementation) a un sens différent : regulation est utilisé pour nommer un règlement administratif qui clarifie les droits et les responsabilités. Il se distingue à la fois de la législation issue d'un corps législatif élu, et de la norme jurisprudentielle.

## Historique
Au cours des années 80 et 90, les fonctions de réglementation et de régulation des télécommunications étaient assurées dans la plupart des pays par un ministère souvent appelé "Ministère des PTT". Avec la privatisation des opérateurs historiques et l'ouverture du marché des télécommunications à la concurrence, le besoin d'établir une institution de régulation est très vite apparu. Mais le statut, les missions et fonctions assurées, les pouvoirs et les obligations réglementaires, et les règles de nomination des administrateurs et directeurs sont très diverses d'un pays à l'autre. Les institutions régionales ont réalisé des projets visant à homogénéiser les cadres juridiques et institutionnels afin de favoriser les communications et échanges économiques entre les pays d'une même région. Par exemple, la CEDEAO a élaboré six Actes Additionnels qui ont été signés le 19 janvier 2007 à Ouagadougou par tous les chefs d’État de la CEDEAO et qui sont publiés sur le site de la CEDEAO. Ces Actes ont été transposés dans presque toutes les lois nationales des pays de la CEDEAO et cette transposition est en cours d’achèvement. Le chapitre 4 de l’Acte additionnel A/SA/1/01/07 traite en particulier des questions suivantes relatives aux autorités nationales de régulation: du statut, l'indépendance et transparence (article 11), des ressources (article 12), des domaines d’activités (article 13), de la fourniture d’informations (article 14), du pouvoir de contrôle et de sanction article 15).
La Commission européenne (CE) et l'Union internationale des télécommunications (UIT) ont développé également trois autres projets d'harmonisation des cadres juridiques et institutionnels : HIPSSA pour l’Afrique subsaharienne, HIPCAR pour les Caraïbes et ICB4PIS pour les États Insulaires du Pacifique.

## Objectifs de la régulation
Le but d'un régulateur est de s'assurer que le secteur fonctionne correctement et que les intérêts des consommateurs et des autres parties prenantes sont protégés de manière juste et équitable. Un régulateur efficace est le véhicule pour garantir la crédibilité de l'entrée sur le marché ainsi que la conformité et l'exécution de la réglementation existante.

## Choix fondamentaux sur la régulation des communications électroniques

### Autorité de régulation sectorielle ou multisectorielle
Une autorité de régulation sectorielle est spécifique à un secteur particulier, par exemple, les communications électroniques. À la fin des années 90, la Banque Mondiale avait encouragé les pays en développement à établir des régulateurs multisectoriels pour regrouper la régulation des services publics des télécommunications, de l’eau, de l’électricité et des transports. L’objectif était de réaliser des économies d’échelle pour les dépenses d’installation et de fonctionnement des institutions chargées de la régulation et de mettre en commun les compétences dans les domaines juridique, financier et économique. Il est effectivement intéressant de faire des économies d’échelle pour les bâtiments et les services administratifs dans des petits pays, mais les compétences nécessaires au traitement de la régulation de chaque secteur sont difficilement transposables aux autres secteurs. Les dirigeants et les experts des autorités de régulation doivent avoir une expérience personnelle très approfondie du domaine régulé pour être légitime. L’expérience a montré que la dilution des compétences sur des domaines différents entraînait une perte d’efficacité face à des experts très spécialisés sur chaque domaine dans les sociétés à réguler. Cette question est traitée à la section 1.2.2.4, pages 1-_ à 1-10 du Manuel de la réglementation de télécommunications. On y trouve la présentation des avantages et des inconvénients de la régulation sectorielle et de la régulation multisectorielle. Ce manuel avait été réalisé conjointement par le programme Infodev de la Bnaque Mondiale avec le soutien de l'Union internationale des télécommunications.
Les autorités de régulation multisectorielles sont peu nombreuses dans le monde car la synergie entre des domaines différents s’est révélée être faible dans les activités pratiques. L’émergence des services convergents des TIC a entraîné une multiplicité des types de services avec des formules tarifaires  qui ne sont pas applicables aux autres secteurs. Les offres multiplay et les forfaits avec usage illimité sont des modèles économiques très différents de ceux utilisés dans les secteurs de l’eau et de l’électricité. Le facteur distance n’a plus d’importance sur les autoroutes de l’information à grande capacité, contrairement au transport de l’eau et de l’électricité.
La globalisation des réseaux de télécommunications entraîne une érosion des frontières. Il est de plus en plus facile pour un client final de contourner les infrastructures nationales pour utiliser les services de fournisseurs basés à l’étranger, ce qui n’est pas possible avec les secteurs de l’eau ou l’électricité. La régulation des TIC est caractérisée par une technologie avancée qui exige une expertise spécifique qui n’a aucun rapport avec d’autres secteurs comme le pétrole, l’eau, ou l’électricité.
Un exemple d'autorité multisectorielle est l'ARE, l'Autorité de Régulation de Mauritanie

### Régulation convergente ou non
Un régulateur convergent est chargé de la régulation des télécommunications, de la fourniture de services Internet, des multimédias et de la radiodiffusion et télédiffusion. L’objectif recherché est de bénéficier de synergie entre les activités relavant des communications électroniques et de la diffusion traditionnelle de l’audiovisuel de façon pour être efficaces et réactifs sur l’ensemble des TIC. La convergence numérique rend évidente le besoin d’établir des entités de régulation convergentes. Mais des résistances contre cette tendance sont apparues dans certains pays, en France notamment.
Les activités relatives à la régulation des télécommunications et de la radiodiffusion seront de plus en plus intégrées du fait de la convergence des TIC. Pour obtenir une régulation efficace, il est évident que les activités caractérisées par un degré élevé d’interactions doivent être réunies dans le même organisme de régulation afin que ces interactions fréquentes et complexes soient gérées en interne au niveau des positions de travail de cet organisme et non pas par des réunions formelles entre différentes institutions. Cela permet d’éviter la dilution des responsabilités relatives aux grands dossiers actuels sur plusieurs structures étatiques qui sont toujours difficiles à coordonner.
En France, la fusion de l'ARCEP, du CSA, de l'HADOPI et de l'ANFr fait l'objet de débats récurrents. Si le concept parait naturel de l'avis général, des obstacles en ont empêché la réalisation , , , ,.
Au Royaume-Uni, l'OFCOM, formé par la fusion de cinq instances régulatrices distinctes, l’OFTEL (régulateur des télécommunications), de la Commission Indépendante de la Télévision, de l’Autorité de la Radio, de la Commission des Standards de Radiodiffusion et de l’Agence de Radiocommunication est considéré comme la référence en matière de régulateur convergent.
Des régulateurs convergents existent également aux États-Unis avec le FCC et au Canada avec le Conseil de la radiodiffusion et des télécommunications canadiennes (CRTC). 
En Afrique du Sud, l’ICASA, « Independent Communications Authority of South Africa » a été formée par la fusion de deux organes der régulation précédents, la « South African Telecommunications Regulatory Authority » (SATRA) pour les télécommunications et TIC et la « Independent Broadcasting Authority » (IBA) pour la radiodiffusion et la télédiffusion. 
En Tanzanie, la Tanzania Communications Regulatory Authority (TCRA), a été formée par la fusion de la « Tanzania Communications Commission”, régulateur des télécommunications, et de la « Tanzania Broadcasting Commission”, régulateur de la radiodiffusion.
En Malaisie, la Malaysian Communications and Multimedia Commission (MCMC), créée en 1998, est le seul régulateur des secteurs des télécommunications, de la radiodiffusion et de l'informatique.
En 2008, le gouvernement coréen a créé la Korea Communications Commission (KCC) en fusionnant le régulateur des télécommunications séparé et le régulateur de la radiodiffusion, qui étaient le ministère de l'Information et de la communication (MIC) et la Commission coréenne de la radiodiffusion (KBC), respectivement. La KCC a fusionné les télécommunications, les allocations de fréquences et la radiodiffusion, y compris les contenus, sous une seule autorité réglementaire afin de s'adapter à la montée des technologies de convergence, en particulier la télévision sur internet (IPTV). L'introduction de l'IPTV en Corée a été retardée de plusieurs années du fait de différends entre le MIC et la KBC à propos de la juridiction. Toutefois, après la création de la KCC, le régulateur issu de la convergence a finalisé les règles permettant aux opérateurs de fournir l'IPTV. À la fin 2009, la Corée comptait un million d'abonnés à l'IPTV.
D'autres pays, progressivement, transforment des régulateurs spécifiques aux télécommunications en régulateurs convergents portant sur l'ensemble des TIC. Par exemple, la portée du régulateur du Kenya a été étendue à l'ensemble des TIC comme cela est présenté dans le site de la CCK, le régulateur du Kenya:
La Commission des communications du Kenya (CCK) est l'autorité de régulation du secteur des communications au Kenya. Créée en 1999 par la Loi sur les communications du Kenya (KCA) n ° 2 de 1998, le mandat initial de la CCK était la régulation des sous-secteurs des télécommunications et des postes, et la gestion du spectre des fréquences radioélectriques du pays. Compte tenu des changements et de l'évolution rapide de la technologie qui ont brouillé les distinctions traditionnelles entre les télécommunications, technologies de l'information (TI) et de la radiodiffusion, le gouvernement en Janvier 2009 a adopté la loi sur les communications du Kenya de 2009 (amendement). Cette loi a renforcé la portée de la réglementation et de la compétence de la CCK, et l’a effectivement transformé en un régulateur convergent. La CCK est maintenant chargée de faciliter le développement des secteurs de l'information et de la communication (y compris les services de la radiodiffusion, des multimédias, des télécommunications et postaux) et le commerce électronique.

### Niveau d'intervention
La régulation d'un marché est un processus dynamique qui doit s'adapter en fonction de l'environnement. Le niveau d'intervention de la régulation est augmenté en cas de défaillance du marché.

## Principes de base de la régulation

### Indépendance structurelle du régulateur
Le Document de référence de l'OMC (24 avril 1996) constitue une contrainte forte et rigoureuse pour tous les pays ayant souscrit aux accords de l'OMC. La Section 5 de ce document, intitulée "Indépendance des organes réglementaires" est ainsi rédigée : L'organe réglementaire est distinct de tout fournisseur de services de télécommunications de base et ne relève pas d'un tel fournisseur. Les décisions des organes réglementaires et les procédures qu'ils utilisent seront impartiales à l'égard de tous les participants sur le marché.
L'indépendance des régulateurs vis-à-vis des opérateurs et fournisseurs est généralement bien acceptée en théorie, mais des conflits entre les autorités politiques et les régulateurs surviennent lorsque les conditions exigées par les investisseurs choisis par le gouvernement sont en contradiction avec le point de vue du régulateur sur la mise en œuvre de la réglementation.
L'indépendance des régulateurs vis-à-vis des autorités politiques est recommandée par les institutions internationales. Ainsi, le Manuel sur la réglementation des télécommunications du projet Infodev de la Banque mondiale et de l'Union internationale des télécommunications prend nettement position en faveur de cette seconde forme d'indépendance: Il est tout à fait justifié de renforcer le degré d'indépendance des régulateurs vis-à-vis des pouvoirs publics. Cette indépendance est le garant de la neutralité, telle qu'on peut la percevoir, et d'une certaine immunité à l'égard des pressions politiques et des pressions sur le plan de l'exploitation. Cette perception de l'indépendance est particulièrement importante dans le cas où un État conserve la propriété de l'opérateur public de télécommunication. Mais l'expérience a montré que cette indépendance-là est plus difficile à être acceptée que la première.

### Consultation préalable
Le principe de la consultation préalable est une obligation dans certains pays régis par la common law, selon la règle qui oblige les juridictions à écouter le point en vue de toutes les parties prenantes avant de prendre une décision. Cette règle s'exprime parfois par la maxime latine : audi alteram partem, ou « écoute l'autre partie ». Faute de prendre en considération les points de vue de toutes les parties intéressées, les régulateurs courent le risque de prendre des décisions qui ne tiennent pas compte de certains facteurs importants. La prise en compte de ces facteurs peut conduire à des décisions différentes et plus satisfaisantes. L'application de cette règle concourt à la transparence du processus de prise de décisions.

### Ne pas être juge et partie
Ce principe repose sur une autre maxime juridique latine : nemo judex in sua causa debet esse, « Ne sois pas juge et partie ». C'est également une obligation dans certains pays régis par la common law. Les personnes travaillant dans une autorité de régulation ne doivent avoir aucun intérêt personnel (directement ou par l'intermédiaire d'un parent proche) dans toute entreprise ou organisme ayant des relations avec les activités concernées par cette autorité de régulation. Ils ne doivent pas non plus avoir travaillé dans ces entreprises afin de ne pas être suspecté de favoritisme.

### Transparence
La transparence est nécessaire pour s’assurer du bon usage de l’indépendance accordée au régulateur. La transparence aide le régulateur à être perçu comme équitable. La transparence peut être obtenue en incorporant, dans la législation, le mécanisme qui permet une large diffusion des décisions proposées et à venir, en particulier :
- publication de tous les textes réglementaires avec une présentation des bases sur lesquelles ces textes ont été élaborés ;
- publications des décisions prises par le régulateur avec une justification de ces décisions ;
- publication des consultations publiques appels à commentaires sur les travaux de mise à jour des textes réglementaires et publication des réponses reçues ;
- mise à la disposition du public de façon pratique de toutes les mesures relatives aux services des TIC ouverts au public de façon à permettre aux consommateurs d'être conscients de leurs droits et obligations.

La consultation publique et la participation des parties prenantes peuvent ralentir le processus de prise de décision, mais la mise en application des décisions sera plus rapide et plus efficace en rapprochant les points de vue et en évitant les conflits.
Les sites Internet des autorités de régulation sont souvent utilisés pour assurer la transparence et la consultation.

### Système national d’information sur les TIC
Les autorités de régulation doivent gérer toutes les données utiles au suivi de la mise en œuvre de la politique sectorielle et de la régulation du secteur des TIC. Cela demande de collecter un grand nombre d'information sur les réseaux et services des TIC en anticipant les besoins en information pour prendre des décisions appropriées. Ces informations sont gérées dans un Système d’Information National des TIC qui contient par exemple:
- Statistiques nationales annuelles collectées ou calculées pour chaque année de la dernière décennie. Ces données servent à étudier les tendances du secteur et à analyser la situation actuelle.
- Indicateurs caractérisant les objectifs futurs de la politique sectorielle. C’est un sous-ensemble des données mentionnées dans le paragraphe précédent pour lesquelles des prévisions sont établies pour les 3 années suivantes. Ces indicateurs servent de référence pour les plans d’action de la politique sectorielle. (voir section 3-4). L’Autorité de Régulation assurera le suivi de la réalisation effective des plans d’action relatifs à la mise en œuvre de la politique sectorielle des TIC et transmettra au Ministère l’analyse de ces résultats.
- Des données fournies par diverses études obtenues par des enquêtes sur des sujets spécifiques, des études de marché ou des enquêtes de satisfaction.

Les données gérées dans le Système d’Information National des TIC sont utilisées pour :
- fournir aux responsables des institutions concernées par les TIC les informations nécessaires pour leur permettre de prendre les bonnes décisions ;
- caractériser le niveau de développement des réseaux et des accès aux services des TIC ;
- analyser le niveau d’accessibilité aux services des TIC  dans les différentes zones du territoire et pour différentes catégories d’utilisateurs ;
- analyser le niveau d’utilisation effective des services disponibles ;
- connaître le niveau d’utilisation effective des services par les différentes catégories sociales et professionnelles ;
- connaître le niveau de satisfaction des utilisateurs ;
- effectuer un contrôle permanent de la qualité de service fournie par les opérateurs de réseaux et par les fournisseurs de services ;
- connaître les besoins du marché pour les nouveaux services ;
- comparer la situation des TIC dans le pays avec celle des autres pays de la région ;
- fournir aux institutions internationales (UIT en particulier) toutes les statistiques qu’elles demandent périodiquement.

## Pouvoirs des autorités de régulation

### Pouvoir d’octroyer les licences
Le pouvoir d’octroyer les licences était souvent réservé au Ministère, et parfois même au niveau du Conseil des Ministres. L'objectif est de développer une saine concurrence pour stimuler les investissements dans les infrastructures tout en veillant à une utilisation efficace de ces infrastructures dans une perspective à long terme.  
La tendance depuis une décennie dans la plupart des pays est de faciliter les procédures d’octroi des licences et d'autorisations générales pour faciliter le développement d’entreprises locales capables de développer des services et des contenus adaptés aux populations locales. Ces entreprises doivent pouvoir créer des éléments de réseaux en complément des réseaux nationaux construits et exploités par les opérateurs de réseaux.

### Pouvoir d’inspection
La Loi sur l’Autorité de Régulation doit établir des procédures très précises sur les inspections pour donner aux inspecteurs de l’Autorité de Régulation le pouvoir nécessaire. En effet, l’expérience montre que les opérateurs profitent parfois des insuffisances des textes réglementaires pour empêcher ces inspections de façon à ne pas subir de pénalités. Les obligations de qualité de service sont très difficiles à faire respecter si les inspections ne sont pas effectuées avec rigueur.

### Pouvoir de sanction
Pour lui permettre de faire respecter les lois et règlements, l'Autorité de Régulation est doté de pouvoirs d'enquête et doit avoir l'autorité d'imposer des sanctions appropriées pour les infractions commises. Ces sanctions peuvent inclure des amendes, ou de la révocation de licences ou d'autorisations. Les sanctions sont déterminées de manière à inciter les entreprises et les particuliers à respecter les règles. Les sanctions doivent être suffisamment sévères et régulièrement administrées pour prévenir les infractions. Si le montant  des pénalités est très inférieur à ce que coûterait l’amélioration des réseaux pour atteindre les objectifs demandés dans les cahiers des charges, les opérateurs ont intérêt à payer les pénalités plutôt que d’améliorer leurs réseaux.

### Procédures d'appel
Les décisions prises par l'autorité de régulation peuvent faire l’objet d’appel à un tribunal qui doit être défini en fonction du pays. Il n'est pas recommandé de faire appel à une entité d’appel spéciale pour les questions des TIC, car une telle entité spéciale sera difficile et coûteuse à mettre en place pour un nombre limité de cas. Il n'est pas recommandé de faire appel à un ministère afin d’éviter l'implication de ce ministère dans les affaires de régulation du secteur des TIC. Le processus d’appel doit être traité dans un système judiciaire. Un régulateur est considéré comme un organe exerçant des décisions judiciaires pour les questions liées à ses missions.

## Autorités (ou institutions) de régulation des communications électroniques

### France
- l'Autorité de régulation des communications électroniques et des postes (ARCEP) est une autorité administrative indépendante, dont la mission est de garantir notamment le libre exercice des activités de communications électroniques et des prestations liées au service postal dans les conditions définies par le code des postes et des communications électroniques[26],[27].
- l'ANFR (Agence Nationale des Fréquences)qui détermine la position officielle de la France dans les institutions internationales relatives à la gestion des fréquences ;
- l'Aviation Civile (AC) pour les besoins de l'aéronautique civile ;
- Bureau Militaire National des Fréquences (BMNF) pour les besoins de la défense nationale.

Les décisions du Règlement des Radiocommunications sont déclinées au niveau français dans le Tableau National de Répartition des Bandes de Fréquences (TNRBF). Il précise notamment les bandes et services radio gérés par les différents affectataires et définit les priorités entre eux.

### Maroc
L'Agence nationale de réglementation des télécommunications (ANRT), est un établissement public institué auprès du Premier Ministre, doté de la personnalité morale et de l'autonomie financière.
Depuis sa création, l’ANRT œuvre à la libéralisation progressive du secteur. L’octroi de la seconde licence GSM pour plus d’un milliard de dollars a initié en 1999 le processus. D’autres licences concernant les technologies GMPCS, VSAT, Fixe, 3G et de partage des ressources radios (3RP) ont été ensuite attribuées. L’introduction de la concurrence et la privatisation de l’opérateur historique ont permis un développement important du marché marocain aussi bien en ce qui concerne la consommation que le dynamisme de l’offre. En effet, ces actions ont permis une forte progression du nombre d’abonnés mobiles, qui a été multiplié par 30 en 4 ans (permettant ainsi au taux de pénétration de la téléphonie de passer de 6 % en 1997 à plus de 35 % en 2004), et l’élargissement de la couverture de la population marocaine, qui atteint actuellement près de 95 %.

### Europe
- Allemagne: Bundesnetzagentur für Elektrizität, Gas, Telekommunikation, Post und Eisenbahnen (Bundesnetzagentur)[29]
- Autriche: Rundfunk & Telekom Regulierungs GmbH (RTR)[30]
- Belgique : Institut belge des services postaux et des télécommunications (IBPT) ou (BIPT)[31]
- Bulgarie : Communications Regulation Commission (CRC)[32]
- Chypre : Autorité des télécommunications de Chypre[33]
- Croatie : Hrvatska regulatorna agencija za mrežne djelatnosti(HAKOM)[34]
- Danemark : National Information Technology Agency (NITA)[35]
- Espagne : Comisión Nacional de los Mercados y la Competencia (CNMC)[36]
- Estonie : Estonian Competition Authority[37]
- Finlande : Finnish Communication Regulatory Authority (FICORA)[38]
- Grèce : National Telecommunications Commission (NTC)[39]
- Hongrie : National Media and Infocommunication Authority[40]
- Irlande :  Office of the Director of Telecommunications Regulation (ODTR)[41]
- Italie : Autorita per le Garanzie nelle Comunicazioni (AGCOM)[42]
- Lettonie : Public Utilities Commission[43]
- Lituanie : Communications Regulatory Authority[44]
- Luxembourg : Institut Luxembourgeois de Régulation (ILR)[45]
- Malte : Malta Communications Authority (MCA)[46]
- Pays-Bas : Authority for consumers and markets[47]
- Pologne : Office of Electronic communications[48]
- Portugal : Autoridade Nacional de Comunicaçöes (ANACOM)[49]
- République Tchèque : Agence de télécommunications tchèque[50]
- Roumanie : National Authority for Management and Regulation in Communications (ANCOM)[51]
- Royaume-Uni: Office of Communications OFCOM[15]
- Slovaquie : Telecommunications Office[52]
- Slovénie : Post and Electronic Communications Agency of the Republic of Slovenia (APEK)[53]
- Suède Post and Telestyrelsen[54]
- Suisse : Office fédéral de la communication (OFCOM)[55]

### Afrique
- Afrique du Sud : ICASA[56]
- Algérie : Autorité de régulation de la poste et des communications électroniques (ARPCE)[57]
- Angola : Institut Angolia des Communications (INACOM)[58]
- Bénin : Autorité de régulation des communications électroniques et de la poste (ARCEP)[59]
- Bénin : La Haute Autorité de l’Audiovisuel et de la Communication,(HAAC)[60]
- Botswana : Botswana Telecommunications Authority (BTA)[61]
- Burkina Faso  : Agence Nationale de Régulation des Télécommunications du Burkina Faso (ARTEL)[62]
- Burundi : Agence de Régulation et de Contrôle des Télécommunications (ARCT)[63]
- Cameroun : Agence de Régulation des Télécommunications du Cameroun (ART)[64]
- Cap Vert : Agence Nationale des Communications (ANAC)[65]
- Centre Afrique (République de), RCA : Agence chargée de la Régulation des Télécommunications (ART)[66]
- Comores : Autorité Nationale de régulation des TIC (ANRTIC)[67]
- Congo (Brazzaville) : Agence de Régulation des Postes et des Communications Électroniques (ARPCE)[68]
- Congo (République Démocratique du) : Autorité de Régulation de la Poste et des Télécommunications (ARPTC)[69]
- Côte d’Ivoire : Agence des Télécommunications de Côte d’Ivoire (ATCI)[70]
- Djibouti : Ministère de la Communication et de la Culture, chargé de la Poste et des Télécommunications (MCCPT), il n’y a pas de régulateur indépendant[71]
- Égypte : National Telecommunications Regulatory Authority (TRA)[72]
- Éthiopie : Etiopian Telecommunications Agency (ETA)[73]
- Gabon : Autorité de Régulation des Télécommunications du Gabon (ARTEL)[74]
- Gambie : Public Utilities Regulatory Authority (PURA)[75]
- Ghana : The National Communications Authority (NCA)[76]
- Guinée (Conakry): Autorité de Régulation des Postes et des Télécommunications (ARPT)[77]
- Guinée Bissau : Institut des Communications de la Guinée Bissau, (ICBG)[78]
- Guinée Équatoriale : Office de Régulation des Télécommunications (ORTEL)[79]
- Kenya: Communications Commission of Kenya (CCK)[80]
- Lesotho : Lesotho Communications Authority (ICA)[81]
- Liberia : Liberia Telecommunications Authority (ITA)[82]
- Madagascar : Office Malagasy d’Études et de Régulation des Télécommunications (OMERT)[83]
- Malawi : Malawi Communications Regulatory Authority (MACRA)[84]
- Mali: L'Autorité Malienne de Régulation des Télécommunications/TIC et des Postes (AMRTP)[85] qui remplace le Comité de Régulation des Télécommunications (CRT)
- Maroc : Agence Nationale de Réglementation des Télécommunications (ANRT)[86]
- Maurice (île) : Information and Communication Technologies Authority of Mauritius (ICTA)[87]
- Mauritanie : Autorité de Régulation de la Mauritanie (ARE)[88]
- Mozambique : Instituto Nacional das Communicacoes de Mozambique (INCM)[89]
- Namibie : Communications Regulatory Authority of Namibia (CRAN)[90]
- Niger : Autorité de Régulation Multisectorielle (ARM)[91]
- Ouganda : Uganda Communications Commission (UCC)[92]
- Nigeria : National Communications Commission (NCC)[93]
- Rwanda : Regulatory Agency for Public Utility Services of Rwanda (RURA)[94]
- Sénégal  : Autorité de Régulation des Télécommunications et des Postes (ARTP)[95]
- Sierra Leone : National Telecommunications Commission (NATCOM)[96]
- Soudan : National Telecommunications Corporation (NTC)[97]
- Swaziland : Swaziland Posts and Telecommunications Corporation (PTC)[98]
- Tanzanie : Tanzania Communications Regulatory Authority (TCRA)[99]
- Tchad :Office Tchadien de Régulation des Télécommunications (OTRT)[100]
- Togo  : Autorité de Réglementation des secteurs des Postes et des Télécommunications (ART&P)[101]
- Tunisie : Instance Nationale des Télécommunications (INT)[102]
- Zambie : Zambia Information and Communication Technology Authority (ZICTA)[103]
- Zimbabwe : Postal & Telecommunications Regulatory Authority of Zimbabwe (POTRAZ)[104]

### Autres pays
- Caiman (îles) : Information and Communication Technologies Authority of Caiman (ICTA)[105]
- Émirats arabes unis: Telecommunications Regulatory Authority (TRA)[106]
- Papouasie-Nouvelle-Guinée : National Information & Communications Technology Authority (NICTA)[107]
- Singapour: Infocomm Development Authority of Singapore (IDA)[108]
- Sri Lanka : Information and Communication Technology Agency of Sri Lanka (ICTA)[109]
- Turquie : Information and Communication Technologies Authority (ICTA) (ICTA)[110] Bilgi Teknolojileri ve İletişim Kurumu[111]

## Formations académiques
Depuis plus de 10 ans, l'Université Paris-Sud avec l'Institut du Droit de l'Espace et des Télécommunications proposent un Master 2 Droit des Activités Spatiales et des Télécommunications. Ce Master est soutenu par de nombreuses entreprises du secteur spatial et des télécommunications.